# Jimmy O. Yang
Jimmy O. Yang (em chinês: 歐陽萬成 , Au Yeung Man Sing; Hong Kong, 11 de junho de 1987) é um ator e comediante stand-up honconguês-estadunidense. Como ator, ele é mais conhecido por estrelar como Jian-Yang na série de comédia da HBO Silicon Valley, como Dr. Chan Kaifang na série de comédia Space Force da Netflix e como Josh Lin no filme de comédia romântica da Netflix Love Hard (2021).

## Biografia
Os pais de Yang eram ambos de Xangai e mais tarde se mudaram para Hong Kong, onde ele nasceu. Em 2000, quando Yang tinha 13 anos, sua família se mudou para Los Angeles, nos Estados Unidos. Yang frequentou a Beverly Hills High School.
Em 2009, Yang se formou na Universidade da Califórnia em San Diego, com um diploma em economia. O orador da cerimônia de formatura foi seu futuro showrunner do Vale do Silício e colega, Mike Judge.

## Carreira
Yang fez seu primeiro show de stand-up aos 21 anos como "Lowball Jim" no Ha Ha Comedy Club, provavelmente entre junho de 2008 e junho de 2009 em North Hollywood.
Após a formatura, ele estagiou na empresa de consultoria financeira Smith Barney em Beverly Hills, mas recusou a oferta de retorno. Em vez disso, ele retornou a San Diego para terminar seus requisitos de graduação. Ele ficou na cidade depois, onde vendeu carros usados, foi DJ em um clube de striptease e acomodou clientes em um clube de comédia para se sustentar enquanto fazia sets de stand-up de graça no The Comedy Palace.

Yang fez sua estreia na televisão na série da CBS 2 Broke Girls em 2012. Ele interpretou Tang-See na 9ª temporada de It's Always Sunny in Philadelphia, e apareceu em um episódio de Criminal Minds como Nathan Chow. Ele foi escritor/consultor do Harlem Globetrotters, e interpretou papéis no videogame Infamous Second Son.
O primeiro papel de Yang em um filme de drama foi como o personagem Dun "Danny" Meng, um imigrante chinês que é sequestrado pelos irmãos Tsarnaev, no drama de ação de 2016, Patriots Day.
Em 2018, ele interpretou Bernard Tai no filme de comédia romântica Crazy Rich Asians.
Em 2020, ele estrelou ao lado de Ryan Hansen os filmes, Like a Boss e Fantasy Island, lançados com um mês de diferença.
O especial de comédia de Yang, Good Deal, foi lançado no Amazon Prime Video em 8 de maio de 2020. Em 2021, ele estrelou ao lado de Nina Dobrev em Love Hard da Netflix, seu primeiro filme romântico.
Yang estrelou como a voz do Rei Macaco no filme de animação da Netflix, The Monkey King, que estreou em 18 de agosto de 2023.

## Filmografia

### Televisão
| Ano       | Titulo                                 | Papel                      | Notas                                       |
| --------- | -------------------------------------- | -------------------------- | ------------------------------------------- |
| 2012      | 2 Broke Girls                          | Person in Line             |                                             |
| 2013      | Agents of S.H.I.E.L.D.                 | Chinese Teenager #1        | Episódio: "Girl in the Flower Dress"        |
| 2013      | It's Always Sunny in Philadelphia      | Tang-See                   |                                             |
| 2014      | Things You Shouldn't Say Past Midnight | Phil                       | Recorrente                                  |
| 2014      | New Girl                               | Steve                      | Episódio: "Dice"                            |
| 2014      | Criminal Minds                         | Nathan Chow                | Episódio: "Burn"                            |
| 2014–2019 | Silicon Valley                         | Jian-Yang                  | Recorrente (1 temp.); Principal (2–6 temp.) |
| 2015      | Battle Creek                           | Chang                      | Episódio: "Mama's Boy"                      |
| 2016      | Those Who Can't                        | James Chen                 |                                             |
| 2016      | Broken                                 | Donny                      |                                             |
| 2016–2017 | American Dad!                          | Hisashi / Frat Guy (voz)   | 2 episódios                                 |
| 2018      | Another Period                         | Eng Bunker                 |                                             |
| 2018      | The Simpsons                           | Sun Tzu (voz)              | Episódio: "No Good Read Goes Unpunished"    |
| 2018      | Drunk History                          | Genghis Khan               | Episódio: "The Middle Ages"                 |
| 2018–2019 | Fresh Off the Boat                     | Horace                     | 3 episódios                                 |
| 2020      | We Bare Bears: The Movie               | Joey Raccoon (voz)         | Filme para TV                               |
| 2020–2022 | Space Force                            | Dr. Chan Kaifang           | Recorrente (1 temp.); Principal (2 temp.)   |
| 2022      | Beavis and Butt-Head                   | Doctor #2 (voz)            | Episódio: "The Kidney/The Good Deed"        |
| 2023      | American Born Chinese                  | Ao Guang                   | Episódio: "Make a Splash"                   |
| 2024      | Sausage Party: Foodtopia               | Energy Drink (voz)         | Episódio: "Fifth Course"                    |
| 2024      | Gremlins: The Wild Batch               | Little Big (voz)           | Episódio: "Always Be Ready for Adventure"   |
| 2024      | Interior Chinatown                     | Willis Wu                  | 10 episódios                                |
| 2024      | Jentry Chau vs. The Underworld         | Peng Chau (voz)            |                                             |
| 2024      | Natural Habitat Shorts                 | Fathah Christmas Porcupine |                                             |

### Filme
| Ano       | Título                               | Papel                                 | Notas         |
| --------- | ------------------------------------ | ------------------------------------- | ------------- |
| 2013      | The Internship                       | Wa Zao                                | Não creditado |
| 2016      | Patriots Day                         | Dun Meng                              |               |
| 2017      | El Camino Christmas                  | Mike                                  |               |
| 2018      | Juliet, Naked                        | Elliot                                | Não creditado |
| 2018      | Life of the Party                    | Tyler                                 |               |
| 2018      | Crazy Rich Asians                    | Bernard Tai                           | [ 17 ]        |
| 2018      | The Happytime Murders                | Oficial Delancey                      |               |
| 2019      | Uma Aventura Lego 2: A Segunda Parte | Zebe (voz)                            |               |
| 2020      | Like a Boss                          | Ron                                   |               |
| 2020      | Fantasy Island                       | Brax "Tatuagem" Weaver                |               |
| 2020      | The Opening Act                      | Will Chu                              |               |
| 2021      | Wish Dragon                          | Short Goon (voz)                      |               |
| 2021      | Love Hard                            | Josh Lin                              |               |
| 2022      | Beavis e Butt-Head fazem o universo  | Especialista de voo Jung / Jeff (voz) |               |
| 2022      | Minions: The Rise of Gru             | Capanga #1 (voz)                      |               |
| 2022      | Easter Sunday                        | Marvin                                |               |
| 2022      | Me Time                              | Stan Berman                           |               |
| 2023      | 80 for Brady                         | Tony                                  |               |
| 2023      | Rally Road Racers                    | Zhi (voz)                             |               |
| 2023      | The Monkey King                      | O Rei Macaco (voz)                    |               |
| 2025      | Roofman                              | A definir                             | Pós-produção  |
| A definir | Rock Springs                         | A definir                             | Pós-produção  |

### Video games
| Ano  | Título               | Papel                 | Notas |
| ---- | -------------------- | --------------------- | ----- |
| 2014 | Infamous: Second Son | Pedestre Masculino #5 | Voz   |